# جول (رصيف)
الجُول (جمع: أجوال) أو حافة الرصيف أو الأطروفة هو الحافة التي يلتقي فيها الرصيف المرتفع أو الفاصل الأوسط بشارع أو طريق آخر، ويُسمى الحجر الذي يُبنى منه حجر الجُول.

## الصور

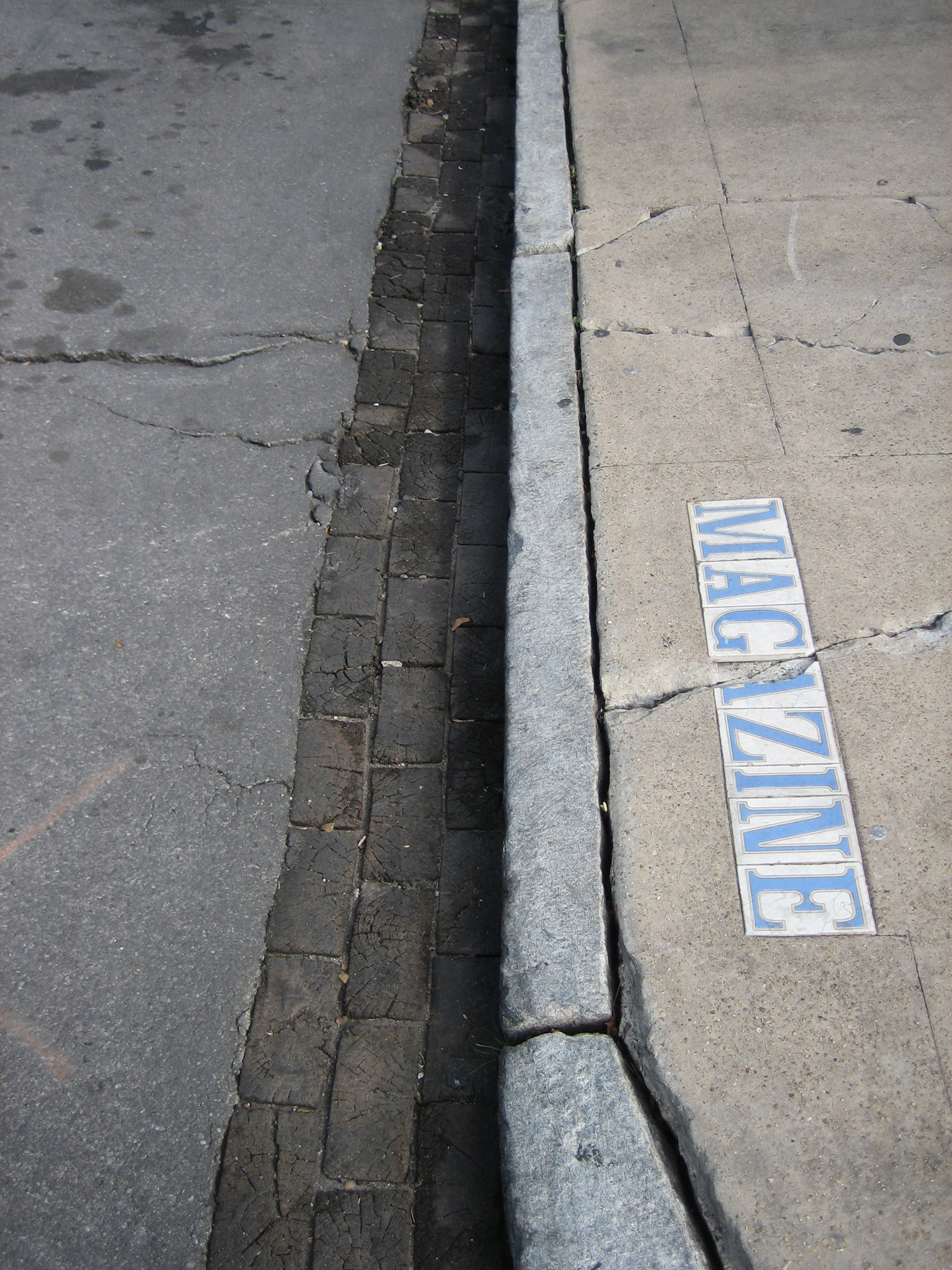
جُولٌ يحمل اسم الشارع على الرصيف في أُرلينز الجديدة
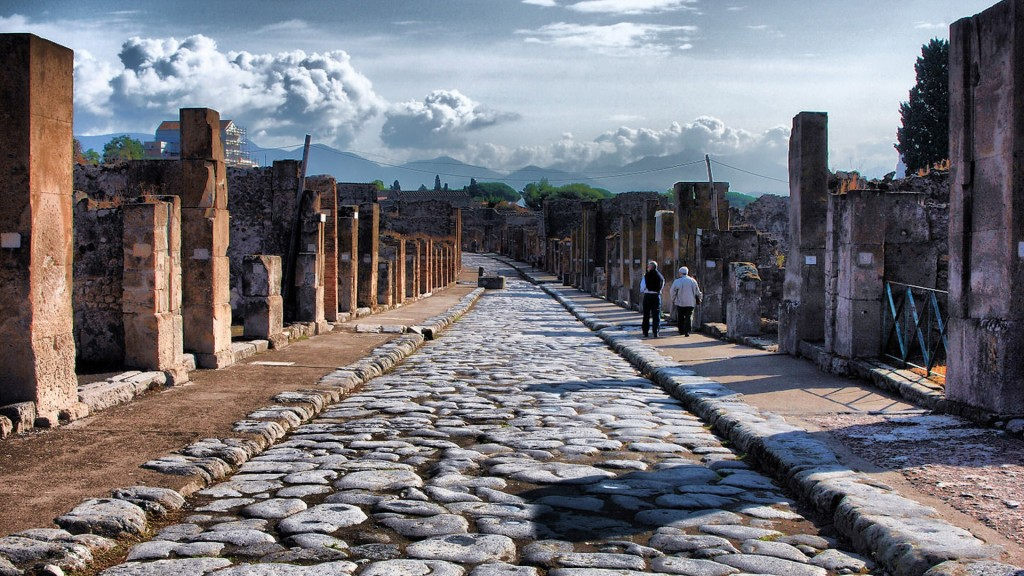
جول حجري على جانبي طريق مرصوف عمره 2000 عام في بُمبي بإيطاليا
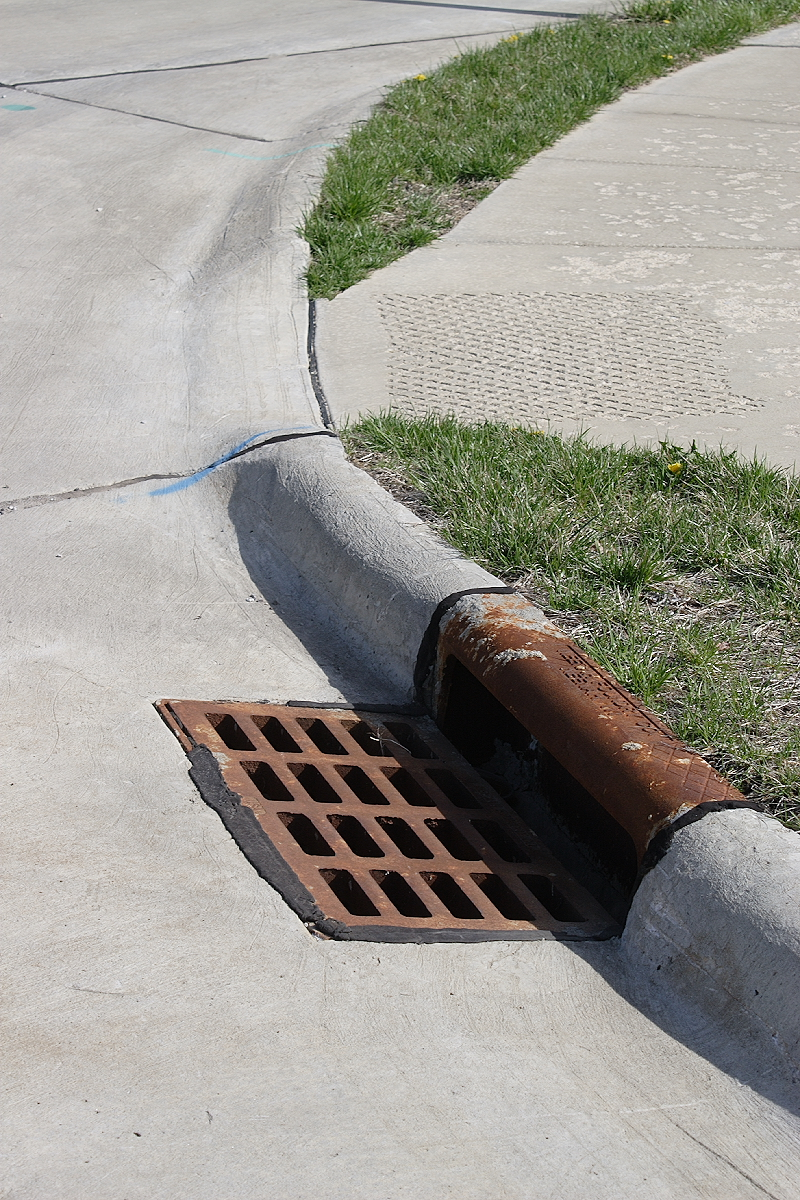
جُولٌ حديث ومزراب وخزان تجميع مياه ذو مَيَلان إتاحة بين الطريق ورصيف المشاة
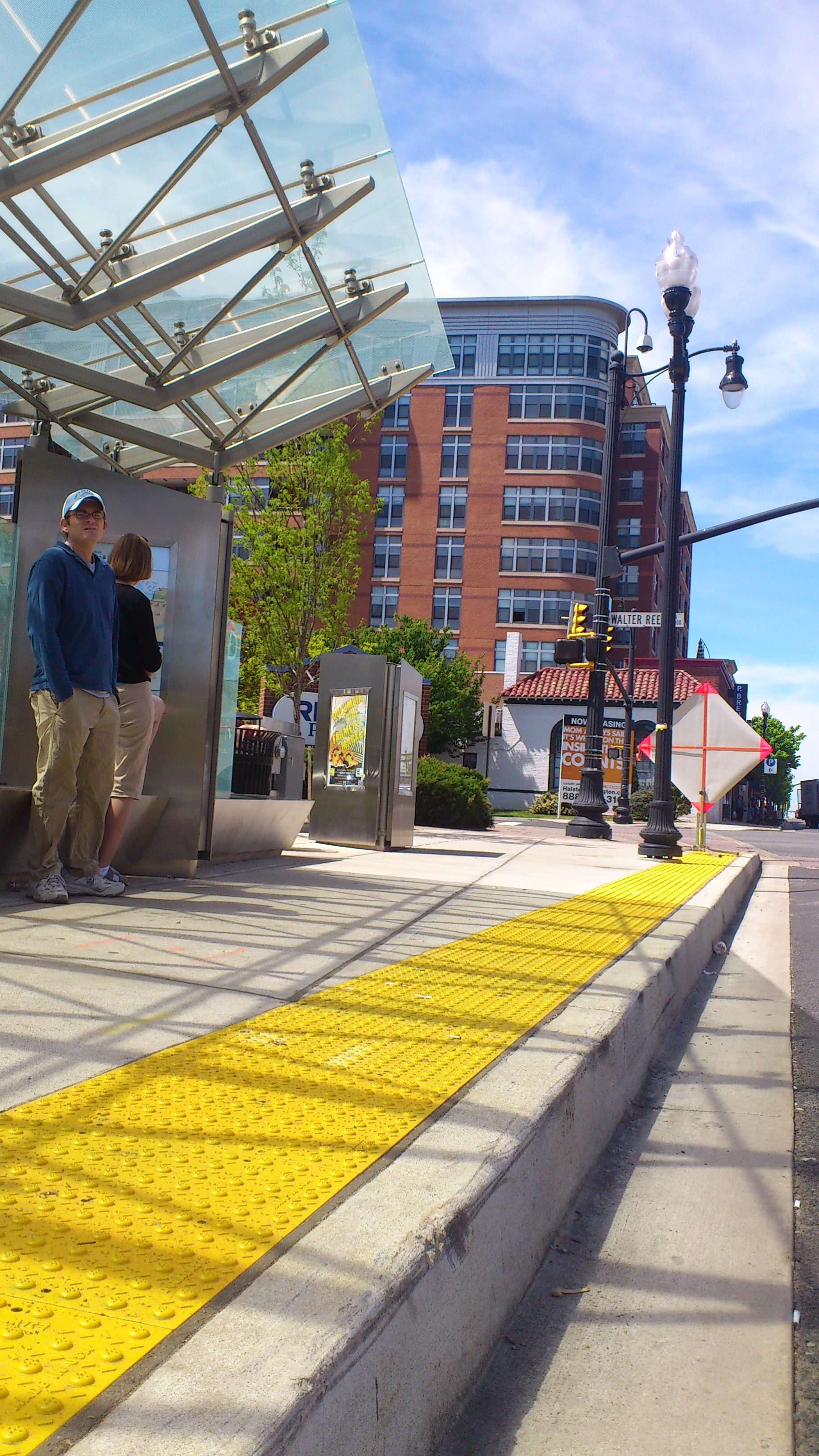
جُولٌ مرتفع مصمم لتسهيل ركوب المواصلات العمومية
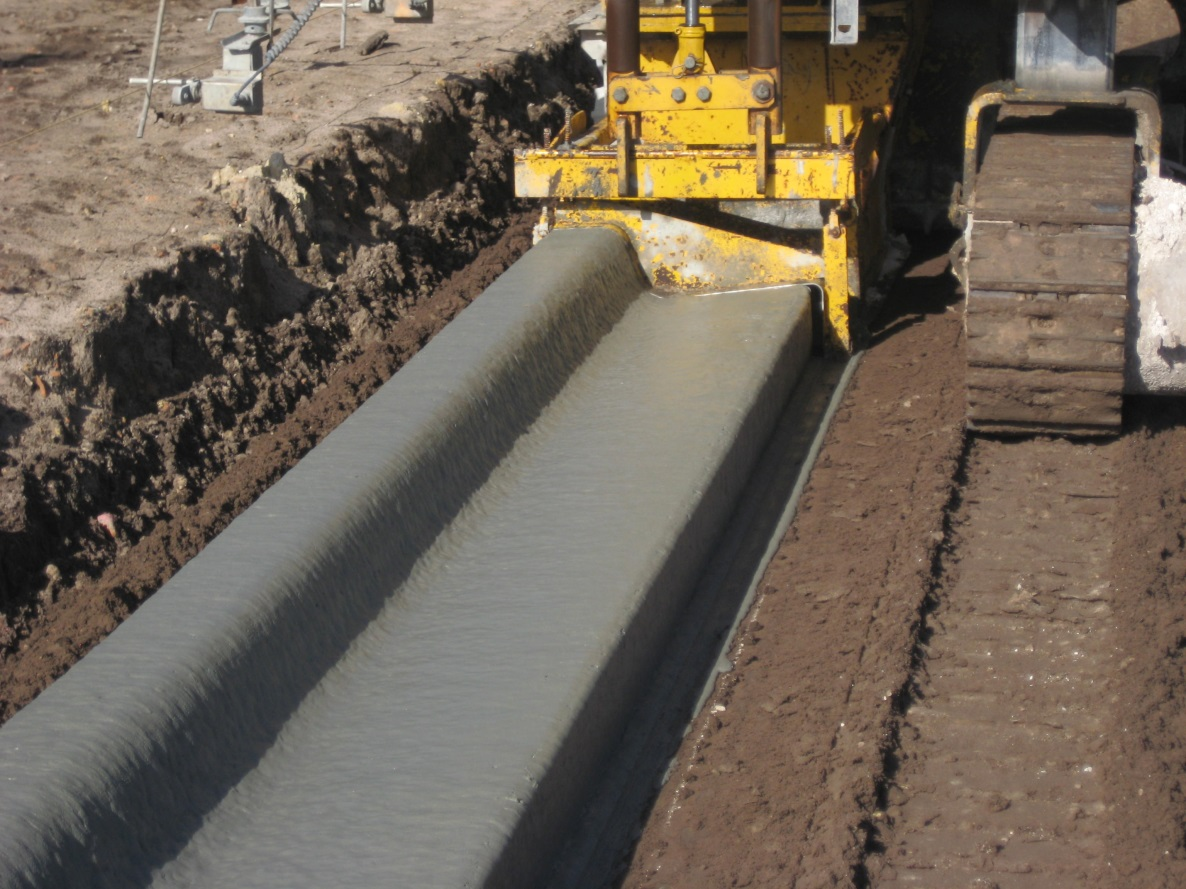
تصبُّ آلةٌ جُولًا خرسانيًا ذا مزرابٍ مدمجٍ